# Луций Ветурий Филон (консул 206 пр.н.е.)
Вижте пояснителната страница за други личности с името Луций Ветурий Филон.
Луций Ветурий Филон (на латински: Lucius Veturius Philo) e политик на Римска република през 3 век пр.н.е.
През 210 пр.н.е. той е едил, претор през 209 пр.н.е. и пропретор на провинция Цизалпийска Галия от 208 пр.н.е.
През 206 пр.н.е. е избран за консул заедно с Квинт Цецилий Метел. През 205 пр.н.е. e magister equitum на диктатор Квинт Цецилий Метел. През 202 пр.н.е. се бие успешно в битката при Зама.
1. ↑  L. Veturius (20) L. f. L. n. Philo //   Посетен на 10 юни 2021 г.
2. ↑  824 //   Посетен на 10 юни 2021 г.